# Bertil Bjurel

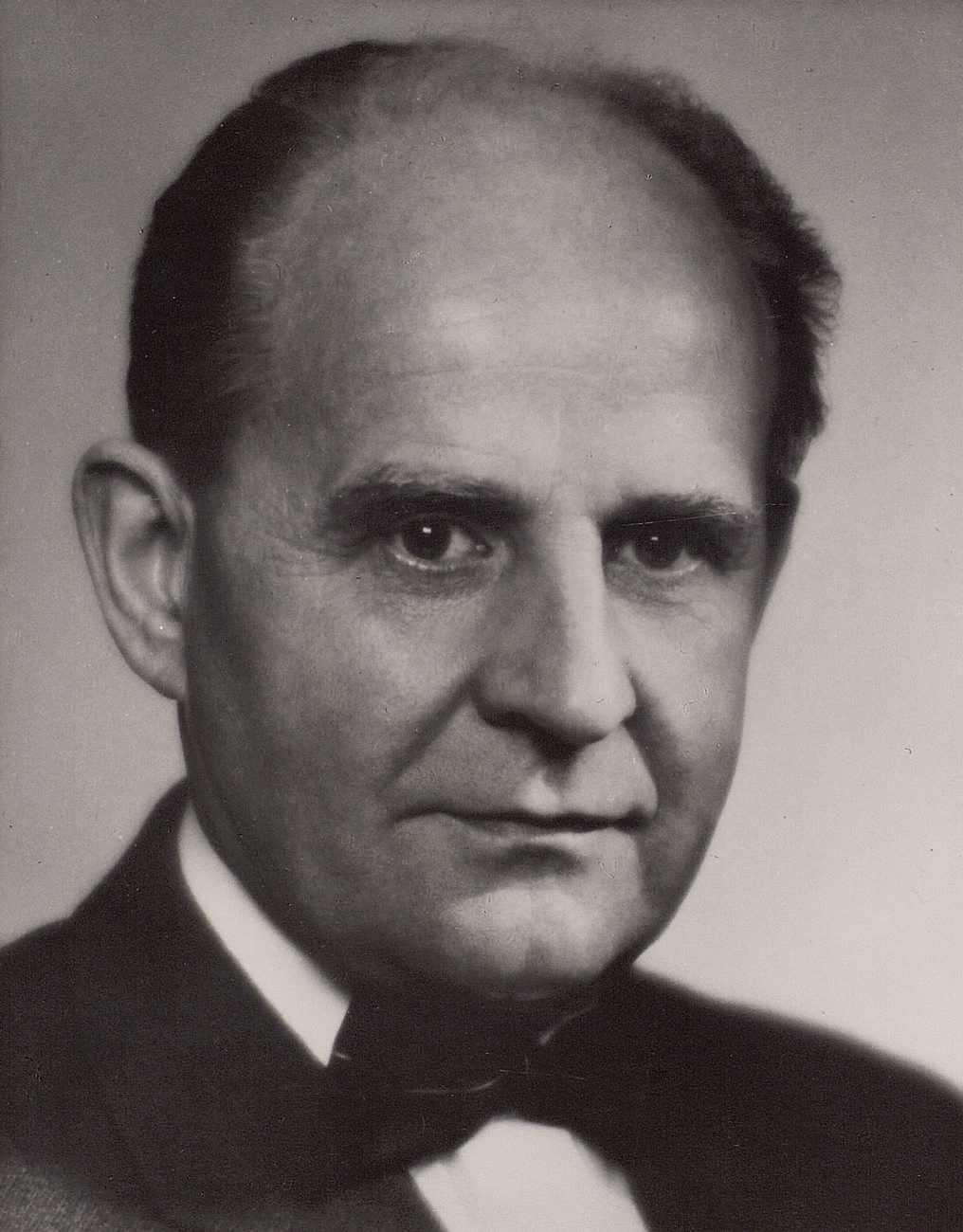
Bertil Bjurel.

Albert Bertil Eugen Bjurel, född 14 oktober 1911 i Vissefjärda församling, Kalmar län, död 14 oktober 2004, var en svensk teknologie doktor och generaldirektör för Televerket 1966–1977. Han tog examen 1939 vid Kungliga Tekniska högskolan och blev teknologie hedersdoktor 1977. Han invaldes som ledamot av Ingenjörsvetenskapsakademin 1961 och var akademiens vice preses 1975–1977. 
Åren 1975-1977 var han ordförande i de europeiska post- och teleförvaltningarnas samarbetsorgan, CEPT.
I mars 1978, som följd av den då pågående industrikrisen, utsåg regeringen Fälldin Bjurel till ordförande i Särskilda näringspolitiska delegationen (Bjureldelegationen) för att utreda näringslivet villkor och förutsättningar.